# 시즈우라촌
시즈우라촌(일본어: 静浦村)은 일본 시즈오카현 동부 슨토군에 있던 촌이다. 현재의 누마즈시 남부에 해당한다.

## 역사
- 1889년 4월 1일 - 정촌제 시행에 수반해 슨토군 시즈우라촌이 성립하였다.
- 1930년 10월 26일 - 기타이즈 지진 발생으로 가옥 다수 붕괴, 사망자 1명. 에우라 지점의 터널이 붕괴되어 해안선 부근의 교통이 단절됨.
- 1944년 4월 1일 - 가타하마촌, 오오카촌, 가나오카촌과 함께 누마즈시에 편입해 소멸하였다.

## 참고 문헌
- 角川日本地名大辞典 22 静岡県